# Nederlandse kampioenschappen schaatsen afstanden 2013 - 1500 meter mannen
De 1500 meter mannen op de Nederlandse kampioenschappen schaatsen afstanden 2013 werd gehouden op zaterdag 10 november 2012 in ijsstadion Thialf te Heerenveen, er namen 24 mannen deel.
Titelverdediger was Rhian Ket die de titel pakte tijdens de NK afstanden 2012. Er waren vijf startplaatsen te verdienen voor de wereldbeker schaatsen 2012/2013. Er waren geen beschermde statussen. Zodoende waren de eerste vijf rijders zeker van een startplaats bij de Wereldbeker schaatsen 2012/2013 - 1500 meter mannen bij de eerste drie wedstrijden.
Koen Verweij reed de snelste tijd (1.45,79), maar werd gediskwalificeerd wegens het hinderen van zijn tegenstander (Pim Schipper) op de kruising. Kjeld Nuis won (mede hierdoor) de gouden medaille. Omdat Koen Verweij vanwege zijn snelle tijd toch werd aangewezen kwam de KNSB voor een probleem te staan omdat Rhian Ket en Thomas Krol gedeeld vierde werden. Dit werd in eerste instantie opgelost door Ket en Krol, samen met de gehinderde Schipper en nummer zes Lucas van Alphen op woensdag 14 november een skate-off (selectiewedstrijd) te laten rijden. De rijders Ket en Krol waren het hier niet mee eens en zij werden een dag later door de geschillencommissie in het gelijk gesteld. Zij besloten het ticket onderling te verdelen waarbij Krol in Heerenveen zou starten en Ket in Kolomna.

## Statistieken

### Uitslag
| Rang   | Schaatser            | Ploeg                       | Tijd       |
| ------ | -------------------- | --------------------------- | ---------- |
| Goud   | Kjeld Nuis           | Brand Loyalty               | 1.46,74    |
| Zilver | Renz Rotteveel       | Team Van Veen               | 1.47,22    |
| Brons  | Maurice Vriend       | Team Van Veen               | 1.47,66    |
| 4      | Rhian Ket            | individueel rijder          | 1.47,76(1) |
| 4      | Thomas Krol          | individueel rijder          | 1.47,76(1) |
| 6      | Lucas van Alphen     | Project 2018                | 1.48,02    |
| 7      | Pim Schipper         | Brand Loyalty               | 1.48,35    |
| 8      | Sjoerd de Vries      | Team Beslist.nl             | 1.48,55    |
| 9      | Ted-Jan Bloemen      | BAM                         | 1.48,59    |
| 10     | Jan Blokhuijsen      | TVM                         | 1.48,77(5) |
| 11     | Frank Hermans        | Project 2018                | 1.48,77(6) |
| 12     | Kai Verbij           | Jong Oranje                 | 1.49,33    |
| 13     | Jos de Vos           | Project 2018                | 1.49,42    |
| 14     | Thom van Beek        | Project 2018                | 1.49,64    |
| 15     | Pim Cazemier         | CRV Interfarms              | 1.49,84    |
| 16     | Bart van den Berg    | Team Wadro                  | 1.50,49    |
| 17     | Remco Olde Heuvel    | Team Telstar Sport/Primagaz | 1.50,95    |
| 18     | Rienk Nauta          | Team Corendon               | 1.51,16    |
| 19     | Paul-Yme Brunsmann   | Jong Oranje                 | 1.51,22    |
| 20     | Dedjer Wymenga       | Gewest Friesland            | 1.52,01    |
| 21     | Adriaan van Velde    | Topteam Noord-Nederland     | 1.52,11    |
| 22     | Pepijn van der Vinne | Team Corendon               | 1.54,57    |
| DNF    | Thijs Roozen         | Jong Oranje                 | DNF        |
| DQ     | Koen Verweij         | Team Van Veen               | DQ         |

DNF = niet gefinisht
DQ = gediskwalificeerd

### Loting
| Rit | Binnenbaan           | Buitenbaan         |
| --- | -------------------- | ------------------ |
| 1   | Pepijn van der Vinne | Paul-Yme Brunsmann |
| 2   | Bart van den Berg    | Dedjer Wymenga     |
| 3   | Adriaan van Velde    | Rienk Nauta        |
| 4   | Thijs Roozen         | Jos de Vos         |
| 5   | Pim Cazemier         | Thom van Beek      |
| 6   | Thomas Krol          | Kai Verbij         |
| 7   | Renz Rotteveel       | Frank Hermans      |
| 8   | Lucas van Alphen     | Ted-Jan Bloemen    |
| 9   | Pim Schipper         | Koen Verweij       |
| 10  | Sjoerd de Vries      | Remco Olde Heuvel  |
| 11  | Rhian Ket            | Kjeld Nuis         |
| 12  | Jan Blokhuijsen      | Maurice Vriend     |

1987 · 
1988 · 
1989 · 
1990 · 
1991 · 
1992 · 
1993 · 
1994 · 
1995 · 
1996 · 
1997 · 
1998 · 
1999 · 
2000 · 
2001 · 
2002 · 
2003 · 
2004 · 
2005 · 
2006 · 
2007 · 
2008 · 
2009 · 
2010 · 
2011 · 
2012 · 
2013 · 
2014 · 
2015 · 
2016 · 
2017 · 
2018 · 
2019 · 
2020 · 
2021 · 
2022 · 
2023 · 
2024 · 
2025